# 梅溪 (闽清县)

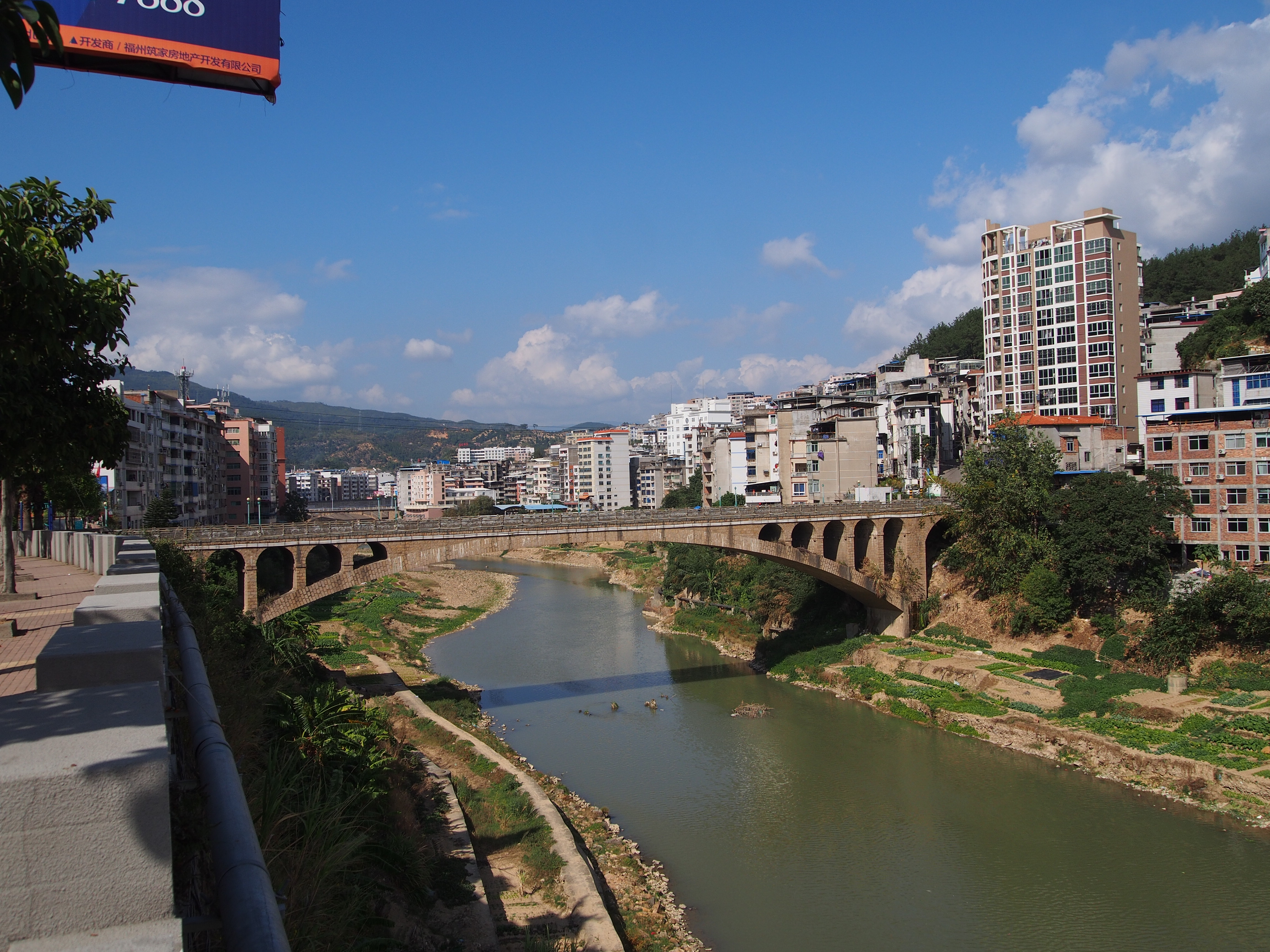
闽清县城河段

梅溪，位于中华人民共和国福建省福州市闽清县的一条河流，是闽江右岸支流，上游称演溪，发源于闽清县南部上莲乡上丰村（洋中）西南的莲花山北麓，东北流至省璜镇太原村转东南流，至山边村与上云村之间再转北流，经塔庄镇、坂东镇、白中镇、白樟镇、县城梅城镇等地，于县城北转东南流，至溪口居委会（村）汇入闽江。河长76千米，流域面积954平方千米，河道平均比降4.33‰。